# Васильев, Александр Карпович
Алекса́ндр Ка́рпович Васи́льев (бел. Аляксандр Карпавіч Васільеў 25 мая [7 июня] 1904, город Пинск, Пинский уезд, Минская губерния, Российская империя.— 23 апреля 1956, город Асино, Асиновский район, Томская область, СССР) — ветеран и герой Великой Отечественной войны, полный кавалер ордена солдатской Славы.

## Биография
Александр Васильев родился 7 июня 1904 года в белорусской рабочей семье в западной части современной Белоруссии, в Полесье, в городе Пинск. 
В 1915 году во время Первой мировой войны, совместно с семьёй переезжает в Гомель. Там же в 1920 году получает неполное среднее образование.
Занимал должность начальника планово-экономического отдела спичечной фабрики в городе Речица.
В 1926 году в возрасте 22 лет, как "надёжный и грамотный гражданин СССР" Александр был призван в ряды Красной Армии Демобилизован и вернулся в Речицу в 1928 году.
Когда началась Великая Отечественная война, А. Васильев был мобилизован в армию (сентябрь 1941), прошёл подготовку в школе младших командиров и стал воевать на передовой, был фронтовым сапёром. Воевал в составе Центрального, затем, после перелома в войне в 1943, в составе 1-го Белорусского фронта. 
А. К. Васильев воевал достойно, был храбрым и инициативным воином. Прошёл трудный боевой путь от обороны городов СССР до освобождения оккупированных территорий РСФСР, Белорусской ССР, Польши, штурмовал Германию. Несколько раз был тяжело и легко ранен. В 1944 был награждён главной медалью за солдатскую храбрость «За отвагу». Вскоре вновь был награждён — орденом Красной Звезды. 
В 1945 году за подвиги был трижды награждён орденом Славы. Войну закончил командиром отделения, в звании старшего сержанта.
После войны в 1945 году был демобилизован из армии, приехал жить и работать в Томскую область, в город Асино. Работал мастером смены на Асиновском лесозаводе (ныне Асиновский ЛПК), затем здесь же — начальником отдела труда и заработной платы (ОТиЗ). Умер 23 апреля 1956 года в возрасте 52 лет, сказались фронтовые раны, от которых так и не оправился. Похоронен с воинскими почестями на кладбище города Асина.
Впоследствии решением Асиновского райисполкома герою войны А. К. Васильеву было присвоено звание «Почётный гражданин Асиновского района».

## Подвиги
- В ходе одного из жарких сражений Великой Отечественной войны, Висло-Одерской фронтовой операции, командир отделения 657-го отдельного сапёрного батальона (370-я стрелковая дивизия, 69-я армия, 1-й Белорусский фронт) старший сержант Александр Васильев 14 января 1945 года обезвредил 75 мин противника в районе города Радом (Польша). 16 января 1945 года в районе населённого пункта Чёрный Лес (юго-западнее города Пулавы, Польша) обезвредил 50 мин противника. С 5 по 7 февраля 1945 года на лодке переправил через реку Одер (12 км южнее города Фюрстенвальде, Германия) 250 бойцов и 1,5 тонн боеприпасов. Приказом по дивизии от 19.02.1945 Александр Васильев награждён орденом Славы III степени.
- В дни завершения Висло-Одерской операции, 10 марта 1945 года старший сержант А. К. Васильев на левом берегу реки Одер в районе города Франкфурт (территория Германии) с группой своих сапёров сделал несколько проходов в своих минных полях[3], а также установил более 300 противотанковых мин перед советскими позициями. Приказом по дивизии от 09.04.1945 награждён орденом Славы II степени.
- 15—16 апреля 1945 года А. Васильев в составе сапёрной группы разграждения сделал 2 прохода в минных полях. Участвовал в разминировании дороги на город Лебус (11 км севернее города Франкфурт-на-Одере, Германия), был дважды легко ранен, но оставался в строю. Уже после войны Указом Президиума Верховного Совета СССР от 15.05.1946 награждён орденом Славы I степени.

Получив в боях 3 звезды солдатской Славы, Александр Карпович Васильев стал солдатом-героем, полным Кавалером Ордена.

## Награды
- 3 ордена Славы: III степени (19.02.1945, № 356500), II степени (09.04.1945, № 16087), I степени (15.05.1946, № 1307).
- Орден Красной Звезды (1944).
- Медаль «За отвагу» (1944).
- Медаль «За победу над Германией в Великой Отечественной войне 1941-1945 гг.» (1945).
- Медаль «За освобождение Варшавы» (1945).
- Медаль «За взятие Берлина» (1945).
- медали СССР.

## Память
- Имя Александра Карповича Васильева представлено на Памятной стеле томичей-героев на аллее Боевой славы томичей в Лагерном саду города Томска.
- В советское время Александру Карповичу Васильеву было присвоено звание «Почётный гражданин Асиновского района».
- Информации о других монументах, мемориальных досках или иной памяти о герое в городах Пинск и Гомель, др. — не имеется.

## Семья
- Отец — Карп Петрович Васильев (1878—1931), двоюродный племянник (их отцы приходились друг другу двоюродными братьями) известного художника Ф.А. Васильева [источник не указан 4256 дней].
- Мать — Алла Степановна Васильева (1882—1953), родом из Могилева, из еврейской семьи по матери, Фаины (Фатимы) Давыдовны Яровой, корни которой происходят из города Речица, по другим источникам данных из Владивостока, отец, Степан Максимович Яровой, русский.
- Есть младшая сестра Нелли и старший брат Алексей.
- Жена — Софья Петровна Васильева (урожд. Барсукова) (1907-1981), родом из Шуи, из крестьян, домохозяйка. Вторая жена - Просковья Васильевна Васильева, родом из г. Асина, Томская область.
- Дети — Александр(от первого брака) Олег, Валерий, Юрий(от второго брака).
- Внуки  Ирина, Марина, Александр, Ольга, Иван, Евгений, Алексей, Вячеслав.
- Правнуки - Евгения, Тимофей, Валерий, Дарья, Полина.